# Castelo Carreg Cennen

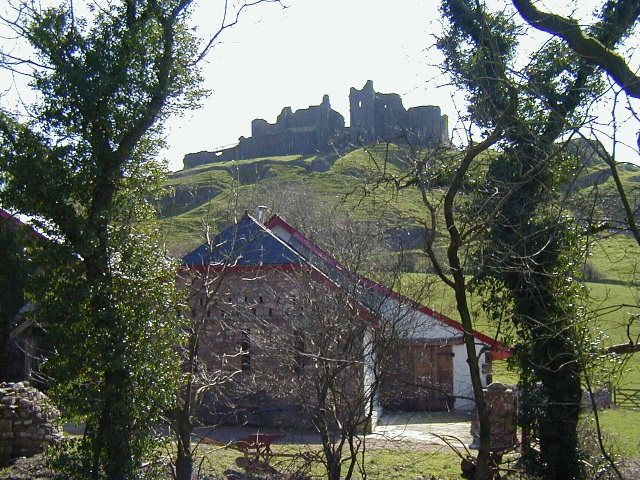
Castelo Carreg Cennen, País de Gales.

O Castelo Carreg Cennen (em língua inglesa Carreg Cennen Castle) é um castelo atualmente em ruínas localizado em Dyffryn Cennen, Carmarthenshire, País de Gales. 
Encontra-se classificado no Grau "I" do "listed building" desde 24 de novembro de 1998.